# Prorastomus

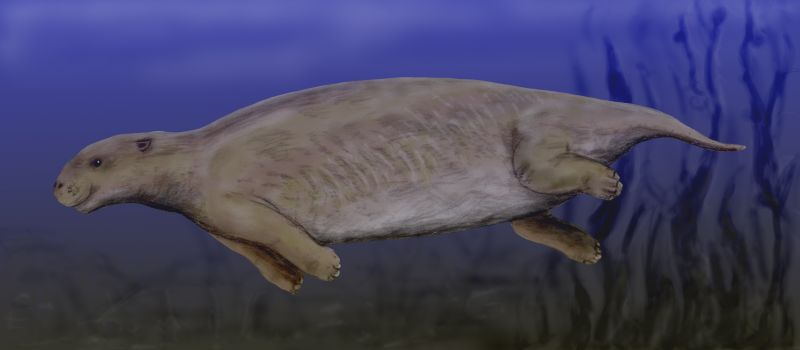
Reconstrução de um Prorastomus

Prorastomus é um gênero extinto de sirênio primitivo que viveu durante o Eoceno há 40 milhões de anos na Jamaica.